# Леки, Роберт
Ро́берт Ле́ки (англ. Robert Leckie; 18 декабря 1920, Филадельфия — 24 декабря 2001) — американский морской пехотинец, журналист и писатель. В 1942—1944 годах он участвовал в боях на Тихом океане, позже описав их в мемуарах, ставших бестселлером. Этот успех сподвиг Леки к написанию рассчитанных на широкую аудиторию книг по другим войнам США.

## Биография
Роберт Леки родился в католической семье ирландского происхождения, у него было семь братьев и сестёр. Он рос в Рутерфорде (Нью-Джерси), куда его семья переехала из Филадельфии. В 16 лет Роберт начал журналистскую карьеру, став спортивным репортёром в газете «The Bergen Record».
На следующий день после нападения на Пёрл-Харбор Леки пошёл добровольцем в морскую пехоту на призывной пункт, где врачи забраковали его, посоветовав сделать обрезание. Подвергнувшись данной операции, в январе 1942 года Роберт с другими добровольцами отправился в Южную Каролину, где прошёл курс молодого бойца. Через несколько недель его определили в 1-ю дивизию. До конца весны Леки проходил подготовку в Северной Каролине в составе роты H 2-го батальона 1-го полка; там он был назначен пулемётчиком. Вместе с полком в августе Леки высадился на Гуадалканале. Через два дня американский флот у острова был разгромлен, и морпехи оказались в осаде. После нескольких месяцев боёв американцы победили, и Леки с дивизией отправился на отдых в Мельбурн. Месяцы праздной жизни для Роберта вылились в два разжалования и наказания гауптвахтой: сначала, напившись, он угрожал пистолетом своему лейтенанту (что могло повлечь тюремное заключение); затем был пойман при возвращении из самоволки.
Конфликт с сержантом привёл к переводу рядового в роту E. Батальон перебазировался на островок в Меланезии, откуда отправился на фронт в Новую Британию, где участвовал в битве за мыс Глостер. Леки дважды был переправлен в госпиталя на другие острова в связи с грыжей и энурезом, так и не вылеченными; это помогало ему избежать наказаний лейтенанта, с которым он также конфликтовал. Батальон перебазировался на Павуву, где половина ветеранов могла демобилизоваться; Леки и его приятели в заветный список не вошли из-за прошлых нарушений дисциплины. В сентябре 1944 года Роберт принял участие в своей последней битве, за остров Пелелиу. Потери американцев были крайне велики, все приятели Леки были ранены или убиты. Сам он был контужен в бою за аэродром, когда вражеский снаряд попал в склад боеприпасов рядом с Леки. До конца войны он пролежал в госпиталях.
После войны Леки работал репортёром в Associated Press, Buffalo Courier-Express, New York Journal American, New York Daily News и The Star-Ledger. Он женился на Вере Келлер, у них родились трое детей. В 1951 Роберт с женой посетили мюзикл «Юг Тихого океана», после чего Леки захотел рассказать людям, что происходило на фронте в действительности, без песен и плясок. В 1957 году он опубликовал мемуары «Каска вместо подушки», ставшие бестселлером. Успех сподвиг Леки на написание исторических трудов, и он выпустил более 40 книг по военной истории США, от Франко-индейской войны до войны в Персидском заливе. В 2001 году Роберт Леки умер после продолжительной болезни Альцгеймера.
В 2010 году телеканал HBO выпустил мини-сериал «Тихий океан», основанной на «Каске вместо подушки» и «Со старой гвардией» другого ветерана-морпеха Юджина Слэджа. Роль Роберта Лики исполнил Джеймс Бэдж Дейл, а его жены — Каролин Даверна.